# Temporada 1997-98 de los Seattle SuperSonics
La temporada 1997-98 fue la trigésimo primera de los Seattle SuperSonics en la NBA. La temporada regular acabó con 61 victorias y 21 derrotas, ocupando el segundo puesto de la conferencia Oeste, clasificándose para los playoffs, en los que perdieron en semifinales de la Conferencia Oeste ante Los Angeles Lakers.

## Elecciones en elDraft
| Ronda | Puesto | Jugador       | Posición | Nacionalidad   | Universidad/Club |
| ----- | ------ | ------------- | -------- | -------------- | ---------------- |
| 1     | 23     | Bobby Jackson | Base     | Estados Unidos | Minnesota        |
| 2     | 41     | Ed Elisma     | Alero    | Estados Unidos | Georgia Tech     |
| 2     | 55     | Mark Blount   | Pívot    | Estados Unidos | Pittsburgh       |

## Temporada regular
| División Pacífico        | División Pacífico | División Pacífico | División Pacífico | División Pacífico | División Pacífico | División Pacífico | División Pacífico | División Pacífico |
| Equipo                   | G                 | P                 | %                 | PD                | Casa              | Fuera             | Div               |                   |
| ------------------------ | ----------------- | ----------------- | ----------------- | ----------------- | ----------------- | ----------------- | ----------------- | ----------------- |
| y-Seattle SuperSonics    | 61                | 21                | .744              | –                 | 35–6              | 26–15             | 19–5              |                   |
| x-Los Angeles Lakers     | 61                | 21                | .744              | –                 | 33–8              | 28–13             | 16–8              |                   |
| x-Phoenix Suns           | 56                | 26                | .683              | 5                 | 30–11             | 26–15             | 17–7              |                   |
| x-Portland Trail Blazers | 46                | 36                | .561              | 15                | 26–15             | 20–21             | 14–10             |                   |
| Sacramento Kings         | 27                | 55                | .329              | 34                | 21–20             | 6–35              | 6–18              |                   |
| Golden State Warriors    | 19                | 63                | .232              | 42                | 12–29             | 7–34              | 6–18              |                   |
| Los Angeles Clippers     | 17                | 65                | .207              | 44                | 11–30             | 6–35              | 6–18              |                   |

## Playoffs

### Primera ronda
Seattle SuperSonics  vs. Minnesota Timberwolves
| Fecha       | Partido                                            | Ciudad      |
| ----------- | -------------------------------------------------- | ----------- |
| 24 de abril | Seattle SuperSonics 108, Minnesota Timberwolves 83 | Seattle     |
| 26 de abril | Seattle SuperSonics 93, Minnesota Timberwolves 98  | Seattle     |
| 28 de abril | Minnesota Timberwolves 98, Seattle SuperSonics 90  | Minneapolis |
| 30 de abril | Minnesota Timberwolves 88, Seattle SuperSonics 92  | Minneapolis |
| 2 de mayo   | Seattle SuperSonics 97, Minnesota Timberwolves 84  | Seattle     |
|             | Seattle SuperSonics gana las series 3-2            |             |

### Semifinales de conferencia
Seattle SuperSonics  vs. Los Angeles Lakers
| Fecha      | Partido                                         | Ciudad    |
| ---------- | ----------------------------------------------- | --------- |
| 4 de mayo  | Seattle SuperSonics 106, Los Angeles Lakers 92  | Seattle   |
| 6 de mayo  | Seattle SuperSonics 68, Los Angeles Lakers 92   | Seattle   |
| 8 de mayo  | Los Angeles Lakers 119, Seattle SuperSonics 103 | Inglewood |
| 10 de mayo | Los Angeles Lakers 112, Seattle SuperSonics 100 | Inglewood |
| 12 de mayo | Seattle SuperSonics 95, Los Angeles Lakers 110  | Seattle   |
|            | Los Angeles Lakers gana las series 4-1          |           |

## Estadísticas

### Temporada regular
| Rk | Jugador         | Edad | Pos. | P  | PT | MP   | TC  | TCI  | %TC  | T3  | T3I | %T3  | TL  | TLI | %TL   | RO  | RD  | RT  | AS  | RB  | TAP | BP  | FP  | PTS  |
| -- | --------------- | ---- | ---- | -- | -- | ---- | --- | ---- | ---- | --- | --- | ---- | --- | --- | ----- | --- | --- | --- | --- | --- | --- | --- | --- | ---- |
| 1  | Gary Payton     | 29   | PG   | 82 | 82 | 38.4 | 7.1 | 15.6 | .453 | 1.6 | 4.8 | .338 | 3.4 | 4.6 | .744  | 0.9 | 3.6 | 4.6 | 8.3 | 2.3 | 0.2 | 2.8 | 2.4 | 19.2 |
| 2  | Vin Baker       | 26   | C    | 82 | 82 | 35.9 | 7.7 | 14.2 | .542 | 0.0 | 0.1 | .143 | 3.8 | 6.4 | .591  | 3.5 | 4.5 | 8.0 | 1.9 | 1.1 | 1.0 | 2.1 | 3.4 | 19.2 |
| 3  | Detlef Schrempf | 35   | SF   | 78 | 78 | 35.2 | 5.6 | 11.5 | .487 | 0.8 | 1.9 | .415 | 3.8 | 4.5 | .844  | 1.7 | 5.4 | 7.1 | 4.4 | 0.8 | 0.2 | 2.2 | 2.6 | 15.8 |
| 4  | Hersey Hawkins  | 31   | SG   | 82 | 82 | 31.7 | 3.4 | 7.8  | .440 | 1.5 | 3.7 | .415 | 2.2 | 2.5 | .868  | 0.9 | 3.2 | 4.1 | 2.7 | 1.8 | 0.2 | 1.2 | 1.9 | 10.5 |
| 5  | Dale Ellis      | 37   | SF   | 79 | 0  | 24.5 | 4.4 | 8.9  | .497 | 1.6 | 3.5 | .464 | 1.4 | 1.8 | .782  | 0.6 | 1.7 | 2.3 | 1.1 | 0.8 | 0.1 | 0.9 | 1.6 | 11.8 |
| 6  | Sam Perkins     | 36   | PF   | 81 | 0  | 20.7 | 2.4 | 5.8  | .416 | 1.1 | 2.7 | .392 | 1.2 | 1.6 | .789  | 0.7 | 2.5 | 3.1 | 1.4 | 0.8 | 0.4 | 0.8 | 2.0 | 7.2  |
| 7  | Jerome Kersey   | 35   | SF   | 37 | 2  | 19.4 | 2.6 | 6.3  | .416 | 0.0 | 0.3 | .100 | 1.1 | 1.8 | .600  | 1.5 | 2.1 | 3.6 | 1.2 | 1.4 | 0.4 | 1.0 | 2.8 | 6.3  |
| 8  | Jim McIlvaine   | 25   | C    | 78 | 72 | 15.5 | 1.3 | 2.9  | .453 | 0.0 | 0.0 | .000 | 0.6 | 1.0 | .556  | 1.2 | 2.1 | 3.3 | 0.2 | 0.3 | 1.8 | 0.7 | 3.1 | 3.2  |
| 9  | Nate McMillan   | 33   | SG   | 18 | 1  | 15.5 | 1.3 | 3.7  | .343 | 0.8 | 1.9 | .441 | 0.1 | 0.1 | 1.000 | 0.7 | 1.5 | 2.2 | 3.1 | 0.8 | 0.2 | 0.7 | 2.3 | 3.4  |
| 10 | Greg Anthony    | 30   | PG   | 80 | 0  | 12.8 | 1.9 | 4.4  | .430 | 0.8 | 2.0 | .415 | 0.7 | 1.0 | .663  | 0.2 | 1.2 | 1.4 | 2.6 | 0.8 | 0.0 | 1.1 | 1.2 | 5.2  |
| 11 | Aaron Williams  | 26   | PF   | 65 | 9  | 11.6 | 1.8 | 3.4  | .523 | 0.0 | 0.0 | .000 | 1.0 | 1.3 | .776  | 0.7 | 1.5 | 2.3 | 0.2 | 0.3 | 0.6 | 0.8 | 1.8 | 4.6  |
| 12 | David Wingate   | 34   | SG   | 58 | 2  | 9.4  | 1.1 | 2.4  | .471 | 0.1 | 0.1 | .429 | 0.3 | 0.5 | .517  | 0.3 | 1.0 | 1.4 | 0.6 | 0.4 | 0.1 | 0.6 | 1.0 | 2.6  |
| 13 | Eric Snow       | 24   | PG   | 17 | 0  | 4.4  | 0.6 | 1.4  | .435 | 0.0 | 0.1 | .000 | 0.3 | 0.6 | .500  | 0.0 | 0.2 | 0.2 | 0.8 | 0.0 | 0.1 | 0.7 | 0.9 | 1.5  |
| 14 | Stephen Howard  | 27   | SF   | 13 | 0  | 4.1  | 0.6 | 1.6  | .381 | 0.0 | 0.0 |      | 0.7 | 1.4 | .500  | 0.5 | 0.5 | 0.9 | 0.2 | 0.2 | 0.1 | 0.5 | 1.0 | 1.9  |
| 15 | James Cotton    | 22   | SG   | 9  | 0  | 3.7  | 0.9 | 2.3  | .381 | 0.0 | 0.4 | .000 | 0.9 | 1.0 | .889  | 0.2 | 0.4 | 0.7 | 0.0 | 0.1 | 0.1 | 0.7 | 0.3 | 2.7  |
| 16 | George Zídek    | 24   | C    | 6  | 0  | 3.7  | 0.5 | 2.3  | .214 | 0.2 | 0.3 | .500 | 0.7 | 0.7 | 1.000 | 0.0 | 0.7 | 0.7 | 0.2 | 0.0 | 0.0 | 0.2 | 0.8 | 1.8  |

### Playoffs
| Rk | Jugador         | Edad | Pos. | P  | PT | MP   | TC  | TCI  | %TC  | T3  | T3I | %T3  | TL  | TLI | %TL   | RO  | RD  | RT  | AS  | RB  | TAP | BP  | FP  | PTS  |
| -- | --------------- | ---- | ---- | -- | -- | ---- | --- | ---- | ---- | --- | --- | ---- | --- | --- | ----- | --- | --- | --- | --- | --- | --- | --- | --- | ---- |
| 1  | Gary Payton     | 29   | PG   | 10 | 10 | 42.8 | 8.7 | 18.3 | .475 | 1.9 | 5.0 | .380 | 4.7 | 5.0 | .940  | 0.9 | 2.5 | 3.4 | 7.0 | 1.8 | 0.1 | 2.6 | 3.1 | 24.0 |
| 2  | Detlef Schrempf | 35   | SF   | 10 | 10 | 37.5 | 6.4 | 12.5 | .512 | 0.2 | 1.4 | .143 | 3.1 | 3.8 | .816  | 1.8 | 5.9 | 7.7 | 3.9 | 0.7 | 0.1 | 2.2 | 2.1 | 16.1 |
| 3  | Vin Baker       | 26   | C    | 10 | 10 | 37.1 | 7.1 | 13.4 | .530 | 0.0 | 0.0 |      | 1.6 | 3.8 | .421  | 4.1 | 5.3 | 9.4 | 1.8 | 1.8 | 1.5 | 2.2 | 3.8 | 15.8 |
| 4  | Hersey Hawkins  | 31   | SG   | 10 | 10 | 33.7 | 4.1 | 8.8  | .466 | 1.7 | 4.3 | .395 | 3.5 | 4.0 | .875  | 1.7 | 4.0 | 5.7 | 3.6 | 1.8 | 0.1 | 0.9 | 2.4 | 13.4 |
| 5  | Jerome Kersey   | 35   | SF   | 10 | 5  | 21.3 | 3.1 | 7.2  | .431 | 0.0 | 0.3 | .000 | 1.6 | 1.9 | .842  | 1.7 | 2.3 | 4.0 | 0.9 | 1.0 | 1.0 | 1.3 | 3.2 | 7.8  |
| 6  | Sam Perkins     | 36   | PF   | 10 | 1  | 21.0 | 1.6 | 4.2  | .381 | 1.0 | 2.4 | .417 | 1.2 | 2.0 | .600  | 0.6 | 2.6 | 3.2 | 1.4 | 0.3 | 0.5 | 1.1 | 2.2 | 5.4  |
| 7  | Dale Ellis      | 37   | SF   | 10 | 0  | 17.0 | 2.0 | 5.3  | .377 | 1.1 | 2.6 | .423 | 0.5 | 0.6 | .833  | 0.4 | 0.9 | 1.3 | 0.6 | 0.2 | 0.0 | 0.2 | 1.0 | 5.6  |
| 8  | Nate McMillan   | 33   | SG   | 7  | 0  | 14.1 | 0.9 | 2.6  | .333 | 0.3 | 1.7 | .167 | 0.3 | 0.3 | 1.000 | 0.3 | 2.0 | 2.3 | 2.1 | 0.4 | 0.3 | 0.3 | 2.4 | 2.3  |
| 9  | Greg Anthony    | 30   | PG   | 9  | 0  | 13.1 | 1.3 | 4.4  | .300 | 0.6 | 2.1 | .263 | 0.3 | 0.9 | .375  | 0.3 | 0.8 | 1.1 | 1.1 | 0.6 | 0.1 | 1.2 | 1.9 | 3.6  |
| 10 | Jim McIlvaine   | 25   | C    | 6  | 4  | 9.8  | 1.0 | 3.3  | .300 | 0.0 | 0.2 | .000 | 0.2 | 0.3 | .500  | 1.2 | 0.5 | 1.7 | 0.2 | 0.3 | 1.0 | 0.2 | 3.7 | 2.2  |
| 11 | David Wingate   | 34   | SG   | 3  | 0  | 4.3  | 0.7 | 1.7  | .400 | 0.0 | 0.0 |      | 1.3 | 2.0 | .667  | 0.7 | 0.7 | 1.3 | 0.7 | 0.3 | 0.0 | 0.3 | 0.3 | 2.7  |
| 12 | Aaron Williams  | 26   | PF   | 3  | 0  | 2.3  | 0.0 | 1.0  | .000 | 0.0 | 0.0 |      | 0.7 | 0.7 | 1.000 | 0.3 | 0.0 | 0.3 | 0.0 | 0.0 | 0.3 | 0.3 | 0.0 | 0.7  |

## Galardones y récords
| Jugador     | Galardón                                                             |
| Gary Payton | Mejor quinteto de la NBA Mejor quinteto defensivo de la NBA All-Star |
| Vin Baker   | All-Star                                                             |